# Білогуб Віталій Данилович
Віталій Данилович Білогу́б (нар. 27 квітня 1926, Ніжин) — український архітектор, художник і педагог, кандидат архітектури з 1955 року, професор з 1992 року; член Спілки архітекторів України з 1953 року.

## Біографія
Народився 27 квітня 1926 в місті Ніжині (тепер Чернігівська область, Україна).
Протягом 1945—1949 навчався в Харківському інженерно-будівельному інституті у Євгена Лимаря та Володимира Орєхова.
Здобувши освіту працював архітектором у Харківському відділенні інституту «Міськбудпроект».
З 1955 — асистент, у 1956–1977 — доцент, завідувач кафедри, у 1977–1990 — доцент, у 1990–1999 — професор кафедри архітітектури проєктування й рисунка Харківського інституту інженерів комунального будівництва.
З 2000 — професор кафедри реставрації творів мистецтв Харківської академії дизайну і мистецтв.

## Творчість
Серед архітектурних робіт:
- планування й забудова житловтих кварталів селища Миронівської ДРЕС (1950, у співавторстві з М. Глузманом);
- експериментальні проєкти житлових будинків з великих блоків безопалубкового комбайного виготовлення (1955, 1958—1960);
- проєкт лижної бази Харківської академії міського господарства (1970, у співавторстві);
- проєкт інтер’єрів бібліотеки Харківської академії міського господарства (1975).

Автор праць з архітектури:
- Здания со стенами из крупных элементов безопалубочного комбайнового изготовления. Харків, 1964;
- Історія архітектури: Навчальний посібник-альбом. Харків, 1965;
- Основы архитектуры и градостроительства: Курс лекций. Частина 1. Київ, 1968; Частина 2. Київ, 1970;
- Основы планировки и благоустройства населенных мест. Харків, 1971 (у співавторстві);
- Архітектура і містобудування Стародавнього світу (Стародавня Греція, Стародавній Рим): Навчально-методичний посібник. Харків, 1997.

Як художник (живописець і графік) працював у традиції реалізму. Брав участь у виставках у Харкові у 1963, 1968, 1980, 1990, 1996, 2001 роках, Кохтла-Ярве у 1981 році, Києві у 1983 році.